# Operaciones sobre redes de computadoras (término militar)
Las Operaciones sobre redes de computadoras, también conocidas por las siglas CNO (del inglés Computer Networks Operations) son las operaciones de información cuyo objetivo es, por un lado, el control o degradación de las redes y sistemas del enemigo, dificultado así la toma de decisiones, y por otro lado, la protección de las redes y sistemas propios, para evitar su degradación o control por parte del adversario.
La importancia de este tipo de operaciones radica en el hecho de que en la actualidad el mando y control depende cada vez más de computadoras y redes informáticas. El ataque contra las redes informáticas ofrece la posibilidad de ser un arma de interrupción masiva contra infraestructuras tanto militares como civiles. Un ejemplo de ataque de este tipo podría ser una carga de datos en una red informática del adversario que pueda consumir todo el ancho de banda disponible y pueda degradarla de forma significativa o hasta sacarla fuera de uso.

## Capacidades
Las CNO se dividen en tres categorías de capacidad:
- Ataques a redes de computadoras, también conocidas por CNA (del inglés Computer Network Attack). Abarcan las capacidades de ataque a las redes del adversario. Por tanto su objetivo es interrumpir, negar, degradar o destruir las redes y los sistemas (y por tanto la información que contienen). Ejemplos de acciones de CNA son  denegación de servicio, o el hacking de sistemas orientado a poner los mismos fuera de servicio (ejemplo Stuxnet).
- Defensa de redes de computadoras, también conocidas por CND ( del inglés Computer Network Defense). Abarcan las capacidades de defensa de las redes propias. Por tanto su objetivo es proteger, supervisar, analizar, detectar y responder a la actividad no autorizada dentro de la red y los sistemas. Ejemplos de acciones son los realizados por firewalls , antivirus, sistemas de detección de intrusos o sistemas de prevención de intrusos.
- Explotación de redes de computadoras, también conocidas por CNE (del inglés Computer Network Exploitiation). Abarcan capacidades dirigidas a la adquisición de información a través de la explotación de datos obtenidos de las infraestructuras tecnológicas del contrario. Un ejemplo de CNE sería una intrusión en una red crítica con el objetivo de extraer información manejada por esos sistemas. El uso de este tipo de técnicas son habituales en amenazas persistentes avanzadas. En este tipo de actividades es de especial importancia la capacidad de que el ataque pase lo más desapercibido posible.